# David Atkinson (chính khách)
David Anthony Atkinson (24 tháng 3 năm 1940 – 23 tháng 1 năm 2012) là một chính khách đảng bảo thủ người Anh, từng là Nghị sĩ Quốc hội cho khu vực Bournemouth East từ cuộc bầu cử năm 1977 cho đến khi ông từ chức tại cuộc tổng tuyển cử năm 2005.

## Tuổi thơ
Sinh ra ở Westcliff-on-Sea, Atkinson theo học tại St George's College, Weybridge và Southend College of Technology. Sau đó, ông được đào tạo tại Đại học Kỹ thuật Hàng không và Ô tô Chelsea tại Chelsea, nơi ông có bằng Cao đẳng Kỹ thuật Ô tô và Quản lý Thương mại Ô tô. Giai đoạn 1963–1972, ông là Giám đốc của Công ty TNHH Phấn đấu ở Leigh-on-Sea, và giai đoạn 1973–1977 ông làm việc cho David Graham Studios Ltd về in ấn, tiếp thị, tác phẩm nghệ thuật và thiết kế.

## Đời tư
Atkinson kết hôn với Susan Pilsworth năm 1968 và ly dị vào năm 1992. Họ có một con trai và một con gái. Ông công khai người đồng tính và tham gia vào một quan hệ đối tác dân sự vào năm 2011. Vợ ông phát hiện ra ông có quan hệ với cầu thủ bóng đá Justin Fashanu khi Fashanu công khai người đồng tính và nói rằng ông đã ngoại tình với một nghị sĩ bảo thủ đã giấu tên mà ông có, kết hôn với nghị sĩ bảo thủ mà ông gặp trong một quán bar đồng tính ở London. Sau khi đối đầu với Atkinson, ông tiết lộ mình là người đồng tính và đã có một loạt các mối quan hệ đồng tính.
Con trai ông, Anthony, lúc đầu đã buộc tội ông là một kẻ săn mồi tình dục và cho biết Geoffrey Dickens đã ở nhà của gia đình Atkinson. Ông nói rằng ông tin rằng cha mình đã được nêu tên trong hồ sơ ấu dâm Westminster bị mất tích do Dickens biên soạn.
Anthony Atkinson sau đó đủ điều kiện tuyên bố rằng cha ông đã không tham gia vào hoạt động tương đương với phạm vi và quy mô của các hoạt động bị cáo buộc của Jimmy Savile, nói rằng ông không có bằng chứng nào cho thấy cha ông từng có quan hệ với bất kỳ ai dưới tuổi.

## Qua đời
Năm 2011, Atkinson đã trải qua một cuộc phẫu thuật sau khi ông được chẩn đoán mắc bệnh ung thư ruột. Ông qua đời vào ngày 23 tháng 1 năm 2012 ở tuổi 71.